# Башня промышленности
Коноптхап (кор. 공업탑 бук. Башня промышленности), официальное название — Стела в память об основании Ульсанского промышленного центра (кор. 울산공업센터건립기념탑 Ульсан коноп сентхо коллип кинёмтхап) — памятник в городе-метрополии Ульсан, Республика Корея. Этот монумент является символом Ульсана и промышленности Республики Кореи.

## История
В 1962 году правительство Республики Корея объявило о создании Ульсанского промышленного центра в уезде Ульсан провинции Кёнсан-намдо (ныне город-метрополия Ульсан) во время Первого пятилетнего экономического плана. Этому событию посвящён памятник, сооружённый скульптором-монументалистом Пак Чхильсоном в 1968 году при поддержке властей Кореи и Ульсана.

## Структура
Высота памятника примерно 25 метров. На основании в форме зубчатого колеса установлено 5 железобетонных опор. Они поддерживают металлический глобус с лавровой ветвью. Перед монументом стоит металлическая скульптура двух мужчин, изображащая рабочих, а за монументом — скульптура женщины, символизирующая мир.